# Abbazia di Cambron
L'abbazia di Cambron (il nome originale è abbazia di Nostra Signora di Cambron), una delle figlie dell'abbazia di Clairvaux, fu un monastero di monaci cistercensi fondato nel 1148 a Cambron-Casteau, Belgio, quando, da Anselmo di Trazegnies, furono messe a disposizione delle terre sulle rive del Dendre.

## Geografia
L'abbazia si trova nella città di Cambron-Casteau nella provincia di Hainaut, Vallonia, Belgio, 17 km a nord di Mons. Il sito è attraversato dal Dendre orientale, il cui corso originale, deviato dai monaci, occupava precedentemente il sito degli stagni.

## Storia

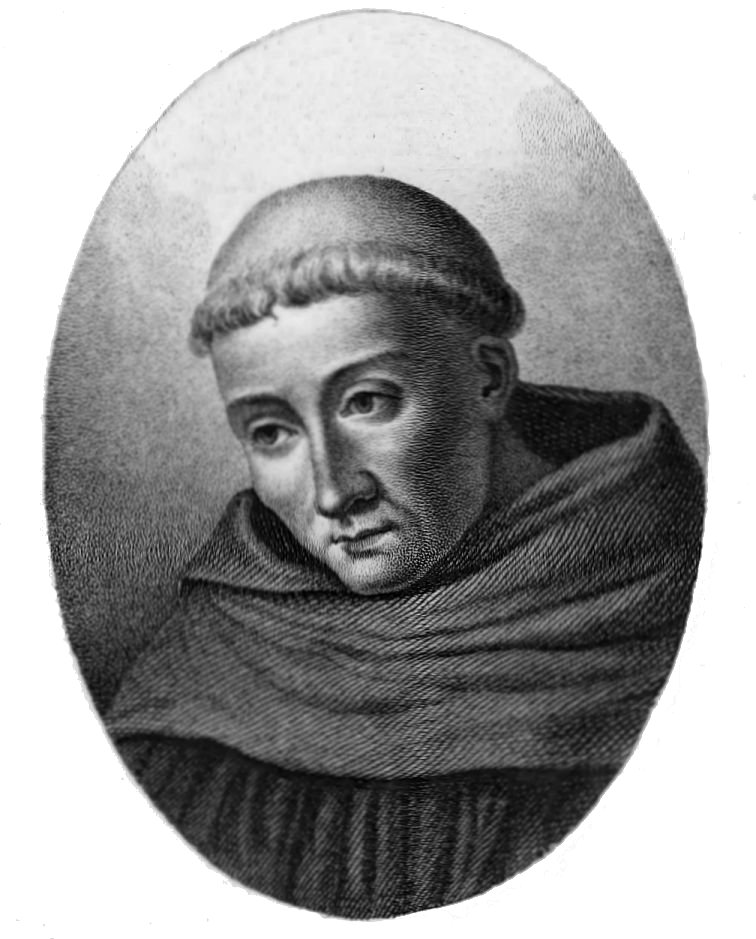
San Bernardo di Chiaravalle.

### Fondazione e crescita
Dodici monaci di Clairvaux andarono a stabilirsi in Cambron il 1º agosto 1148. Essi furono inviati da San Bernardo, abate di Clairvaux, su invito di Anselmo di Trazegnies, signore di Péronnes-lez-Binche, canonico e tesoriere del capitolo di Soignies, che, per la fondazione di una abbazia, offrì loro la terra lungo il Dendre. Le condizioni di vita erano molto semplici ma i monaci cistercensi avevano già grande prestigio; uno di loro, abate di Tre Fontane, fu eletto papa con il nome di Eugenio III.
Secondo Émile Poumon, San Bernardo soggiornava in Hainaut nel 1148 quando fondò l'abbazia. San Bernardo visitò Cambron nel 1150, mentre i monaci stavano già affrontando gravi difficoltà; la donazione di Anselmo di Trazegnies fu contestata dal fratello, Gilles de Silly. L'abbazia vinse la causa, tuttavia. I suoi primi abati furono buoni amministratori e religiosi di grande abilità con notevole forza spirituale. In particolare l'abate Fastré di Gaviamez, che sarebbe diventato il secondo successore di San Bernardo come a Clairvaux.
Presto l'abbazia crebbe e riuscì a fondare altri monasteri: la Madonna del frutteto a Cambrai, l'abbazia di Fontenelle a Valenciennes, il rifugio Santa Maria in Ath, l'abbazia di Épinlieu a Mons, l'abbazia di Beaupré nei pressi di Mechelen, l'abbazia di Baudeloo a Saint-Nicolas, e l'abbazia di Nouveau-Bois nella diocesi di Gand.
Attratti dalla santità del luogo, due vescovi, per motivi diversi, lasciarono il proprio mandato per la vita monastica. Didier, vescovo di Thérouanne, volle dedicare gli ultimi anni della sua vita alla preghiera ed alla contemplazione, morì a Cambron nel 1196. L'altro, Henry, vescovo corrotto dalla vita mondana, fu terrorizzato da una visione di pena che lo avrebbe atteso dopo la morte se non avesse cambiato stile di vita. Si convertì, abdicò il suo ufficio, ed anche lui terminà la sua vita come un semplice monaco di Cambron.
Quando Fastré di Gaviamez venne eletto a Clairvaux, Gérard de Bourgogne (un parente di san Bernardo), lo sostituisce a Cambron. Dimessosi dopo otto anni gli succedette come terzo abate il beato Daniele di Grammont, fino alla sua morte nel 1196.

### Secoli successivi
Alla fine del XIII secolo Baudouin de Boussu, dottore in teologia, fu chiamato per succedere al frate domenicano San Tommaso d'Aquino presso l'Università di Parigi. Egli fece un commento sul "Libri Quattuor Sententiarum" e lasciò collezioni di sermoni. Come undicesimo abate di Cambron, egli fu il grande promotore e organizzatore degli studi delle scienze sacre. Nel corso della storia, Cambron produsse molti teologi ed intellettuali; molti, come Baudouin, saranno importanti per la storia della Chiesa Occidentale.

### La Madonna di Cambron
Nel 1322 si verificò un grave incidente nell'abbazia; un'immagine della Vergine Maria venne profanata. Venne accusato un ebreo sospettato di aver simulato la conversione al cristianesimo. Il caso fece rumore e fece muovere il popolo cristiano si svolsero numerose cerimonie. Da ciò la nascita della devozione locale alla Madonna di Cambron.
A seguito di una richiesta avanzata dal re di Francia Filippo VI, il papa Benedetto XII inviò una bolla di concessione di indulgenze ai pellegrini di Cambron. nacque così il pellegrinaggio alla Madonna di Cambron; la solenne processione che dal 1322 si tiene ogni anno la terza domenica di Pasqua.
Tra i pellegrini e i visitatori vi sono dei personaggi molto importanti, come l'imperatore Massimiliano I, che in visita in Belgio nei primi anni del XVI secolo visitò il santuario della Madonna di Cambron. l'imperatore fece anche un regalo reale all'abbazia; permise di utilizzare un artista per ripristinare la vecchia vernice sul legno.
Nel 1581, sotto l'abate Robert Ostelart, una compagnia di 600 ugonotti era in armi e pronta a prendere d'assalto l'abbazia. Tuttavia essi lasciano la zona senza nessun danno o lesione. Questo fatto venne ritenuto miracoloso e fu attribuito alla protezione data dalla loro Madonna di Cambron, rinnovando la devozione alla Vergine. Il maestro dei novizi, André Enobarb, umanista distinto che teneva una corrispondenza con Erasmo da Rotterdam, compose una tragedia latina sul miracolo della Madonna di Cambron.

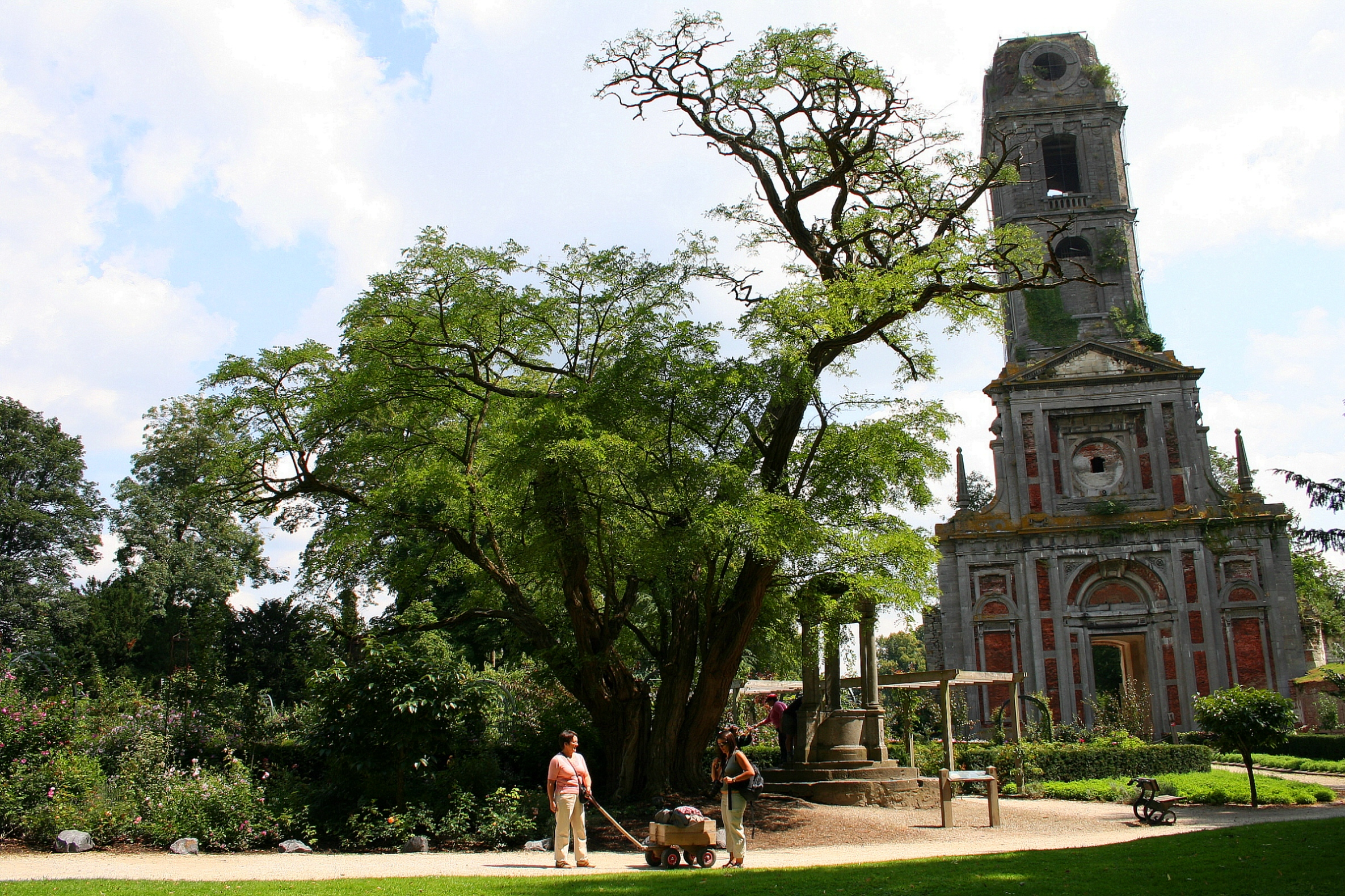
Vista dei resti dell'abbazia.

### Ultimi secoli
Nel XVII secolo, il risultato di lavorare la terra, le donazioni dei fedeli, l'eredità dei monaci e della nobiltà fecero aumentare notevolmente la ricchezza del monastero. L'abbazia acquistò un grande prestigio, ma l'austerità della regola viene trascurata. La ricchezza dell'abbazia non fece che attirare invidia.
Alla fine del XVII secolo, le guerre di Luigi XIV rovinano la regione causando il primo declino dell'abbazia.
Nei primi anni del XVIII secolo, il ritorno della pace nella regione permise una rinascita dell'abbazia con nuove costruzioni e ristrutturazioni. La maggior parte delle vestigia del sito oggi visibili risalgono a quest'epoca. Il cancello d'ingresso del monastero è sormontato da una nicchia graziosa dove è fu posta una statua della Vergine Maria. La torre dell'abbazia, progettata dall'architetto Jean-François Wincqz, venne costruita in stile neoclassico semplice e puro.

### Soppressione dell'abbazia

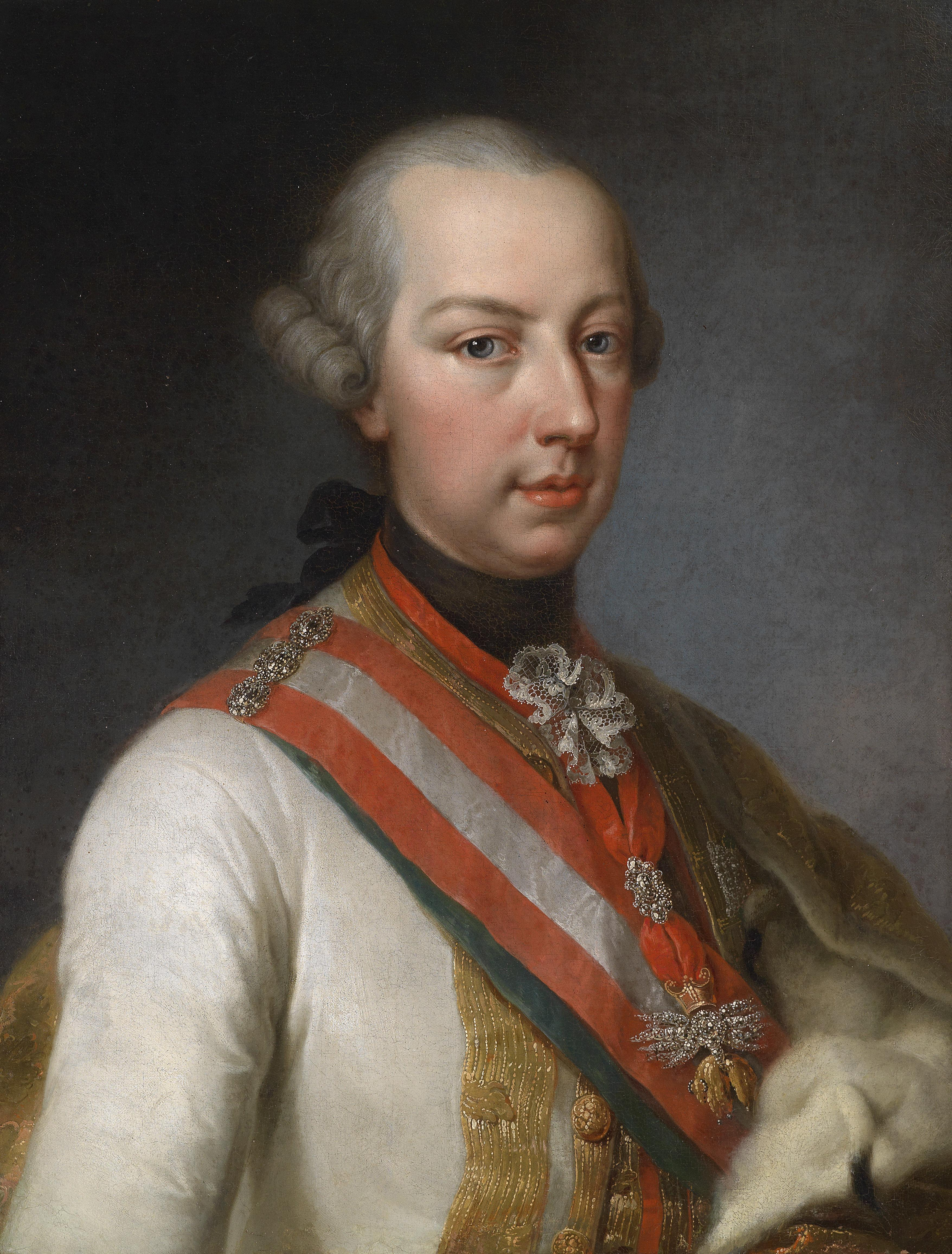
L'Imperatore Giuseppe II.

Il monastero era ancora molto prospero nel 1782 quando, nel 1783, Giuseppe II, Imperatore del Sacro Romano Impero, lo soppresse ritenendolo inutile. Con l'entrata in vigore della decisione, il 27 maggio 1789, i monaci furono espulsi e andarono in esilio nei Paesi Bassi.
La fine del potere austriaco permise ai monaci di tornare un po' di tempo all'abbazia, ma il governo rivoluzionario francese mise per sempre fine a questa presenza religiosa. Il 44º ed ultimo abate di Cambron, Florent Pépin, morì nei Paesi Bassi il 16 novembre 1795. La proprietà degli edifici dell'abbazia venne venduta e il monastero fu smantellato da successivi proprietari.

## Abati di Cambron
la lista degli abati:
1. Fastré de Gaviamez: 1148-1156
2. Gérard de Bourgogne: 1156-1164
3. Daniel de Grammont: 1164-1196
4. Bauduin de Tournai: 1196-1221
5. Siger de Gand: 1221-1233
6. Bauduin de la Porte: 1233-1241
7. Henri de Nivelles: 1241-1250
8. Jean de Marbais: 1250-1270
9. Jean de le Hestre: 1270-1279
10. Hughe de l'Escaille: 1279-1288
11. Bauduin de Boussu: 1288-1293
12. Jacques de Montignies: 1293-1308
13. Nicolas d'Herchies: 1308-1322
14. Nicolas Delhove: 1322-1328
15. Ives de Lessines: 1328-1329
16. Jean de Mons: 1329-1339
17. Bauduin de Resignies: 1340-1353
18. Jean d'Enghien: 1353-1364
19. Jean Esculin: 1364-1375
20. André du Pape: 1375-1394
21. Jean de Lobbes: 1395-1415
22. Nicaise Ninem: 1415-1449
23. Jean Hoton: 1449-1464
24. Guillaume Dieu: 1464-1501
25. Jean Willem: 1501-1513
26. Alard du Bois: 1513-1534
27. Jean Florebercq: 1534-1543
28. Quentin du Belloy: 1543-1548
29. Jean Dentelin: 1549-1551
30. Gédéon de Fossez: 1551-1554
31. Jean Beghin: 1554-1561
32. Guillaume Delcourt: 1561-1572
33. Robert d'Ostelart: 1572-1613
34. Jean Farinart: 1614-1633
35. Jean Coene: 1633-1649
36. Jacques Séjournet: 1649-1662
37. Antoine le Waitte: 1662-1677
38. François Libert: 1678-1706
39. Nicolas Noël: 1706-1714
40. Ignace de Steenhault: 1717-1735
41. Jacques François: 1735-1745
42. Léopold d'Esclaibes: 1745-1771
43. Malachie Hocquart: 1772-1781
44. Florent Pepin: 1782-1789

## Il sito oggi

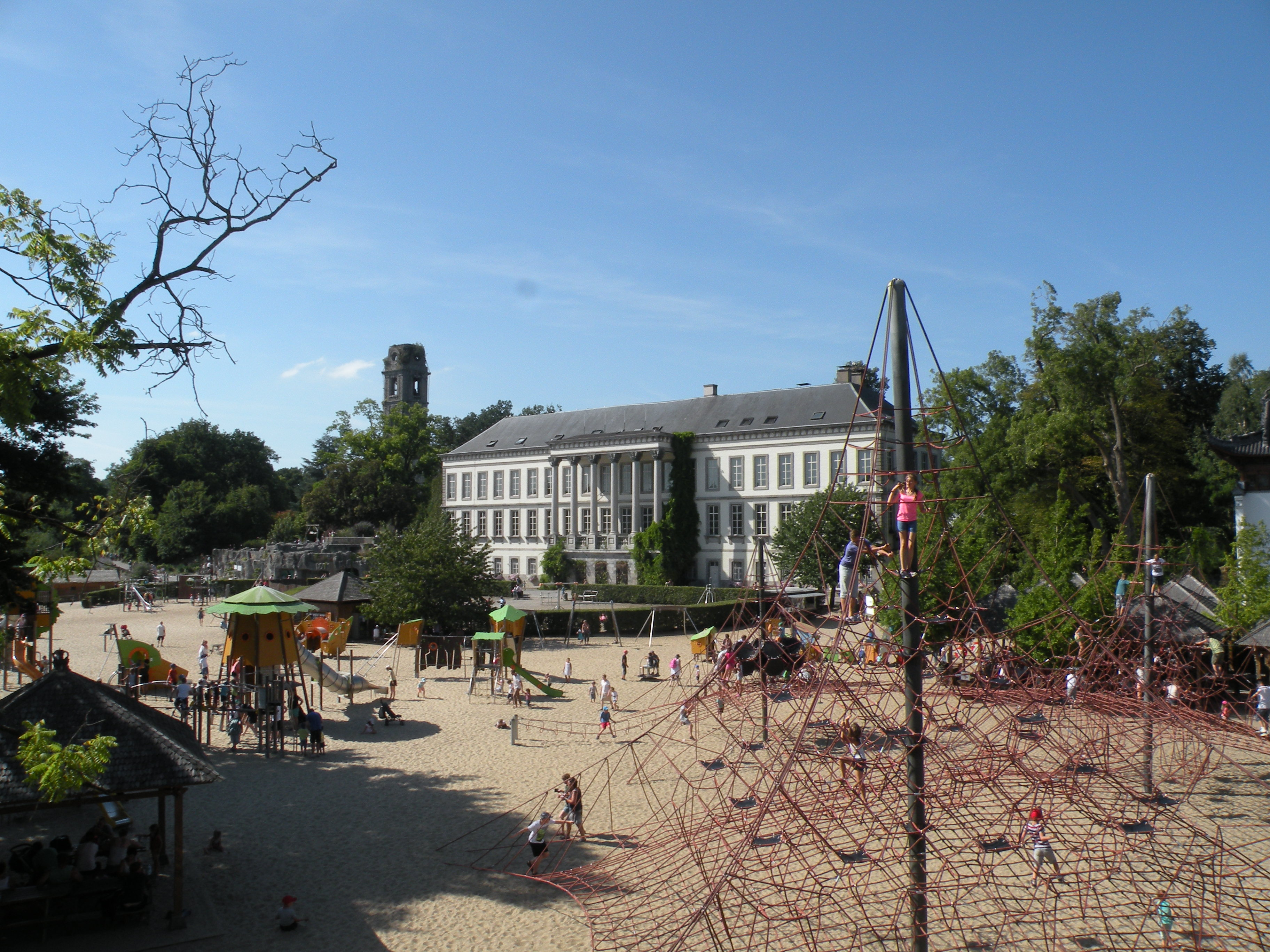
il Castello di Cambron

Nel 1803 i conti Val de Beaulieu acquistarono la proprietà dell'abbazia per farne la loro residenza. Un notevole castello, il castello di Cambron, fu costruito sulle fondamenta dell'antica infermeria dell'abbazia tra il 1852 ed il 1854.
L'intero sito è protetto dal 1982.
l'abbazia di Cambron fu di proprietà della famiglia Val de Beaulieu fino alla sua acquisizione da parte della famiglia Domb, grazie alla quale dal 1993 il sito presenta anche da un parco zoologico, il Pairi Daiza, costituito da notevoli corridoi di faggio, tiglio e platani e interamente gestito dalla SA Parc Paradisio.
Dal 30 marzo 2013, il sito dell'abbazia accoglie nuova fabbrica di birra Cambron ravvivando così la produzione del passato del luogo. In effetti, il patrimonio della birra nella zona dell'abbazia risale al 1770. La fabbrica di birra è stata ricostruita sulle proprie rovine con i materiali del periodo cistercense. In collaborazione con il birrificio Dubuisson e utilizzando l'acqua dalla sorgente San Bernardo nel sito dell'abbazia sono prodotte quattro birre.
Queste birre sono disponibili nel parco d'attrazione: 
- Abbaye de Cambron Blonde (5,5 % d'alcool).
- Abbaye de Cambron Brune (7,5 % d'alcool).
- Abbaye de Cambron Blanche
- Abbaye de Cambron Cerise